# Vesir
Vesir o Vezir (originalment Shahr-i Wazir, ‘la Ciutat del Visir’) fou una ciutat de Coràsmia, una de les principals ciutats i per molt de temps capital del kanat de Coràsmia.
S'esmenta per primer cop al Shaibani-name al segle xvi amb el nom de Shehr Vesir. Lerch la va identificar amb la Sellizure esmentada pel viatger Jenkinson, que la cita com a residència d'Hajim Muhammad (1558-1602). Abu l-Ghazi Bahadur Khan I diu que estava situada a sis agachs o parasangs d'Urgendj i per la seva narrativa i la de Jenkinson queda clar que estava a l'oest d'aquesta ciutat i propera al Ust Urt. Abu l-Ghazi afegeix que era possible anar de Vesir a Urgendj per aigua, per l'antic canal de l'Oxus. La seva situació fou desconeguda fins al segle xix però després es va identificar amb les ruïnes de Den Kisken visitades per Glukhofski el 1873 i descrites com a situades en un promontori del Ust Urt, prop del Chink o límit del penya-segat de l'altiplà. L'extensió de les ruïnes van sorprendre els russos així com la bellesa dels arcs, les arcades, els aguilons, els materials de qualitat i la ceràmica pintada. Jenkinson diu que el territori de Sellizure era fèrtil i els exploradors russos van citar també el país de l'Urun Darya (Antic llit de l'Oxus) fins al llac Sari Kamish, com ple de ruïnes i amb nombroses restes de canals. De Goeje la identifica amb la Git o Kit dels geògrafs al-Ishtakhrí i Ibn Hàwqal.
Abu l-Ghazi parla de diferents poblacions que depenien de Vesir, cadascuna amb el seu propi governador. Quan Ilbars Khan I va fundar el kanat vers 1513 les dues principals eren Yani Shahr i Tersek. Yani Shahr o Yani Shehr, també Shahr al-Jadid (que vol dir en ambdós casos Nova Ciutat) ja s'esmenta vers 1364-1365 en monedes del kan Abd Allah de l'Horda d'Or (1363-1369). Podria correspondre a Yangi Kent a la boca del Sir Darya, però molt llunyana a Vesir. Tersek és esmentada al Shaibani-name com una de les poblacions conquerides per Muhàmmad Xibani en la seva primera expedició a Coràsmia; el conqueridor la va fortificar i després va ocupar Buldumsaz, les ruïnes de la qual segons Lerch, estarien situades al final del canal de Kilich Niazbi.